# زلزال جزيرة فانكوفر 1946
زلزال جزيرة فانكوفر 1946 هو زلزالٌ وقعَ في جزيرة فانكوفر في كندا بتاريخ 23 يونيو 1946.